# Luis D’Unian Dulanto
Luis D'Unian Dulanto (Lima, 4 de marzo de 1925-Lima, 15 de junio de 1962), apodado Tatán, fue un notorio criminal peruano de la década de 1950.

## Biografía
Luis D'Unian Dulanto nació el 4 de marzo de 1925 en la antigua calle de Las Carrozas (hoy cuadra 1 del jirón Huánuco) en los Barrios Altos, Lima, Perú, y creció por los alrededores de la zona conocida como "Huerta Perdida" (últimas cuadras del jirón Áncash) donde posteriormente solía esconderse. Desde su niñez fue apodado como Tatán por la dificultad que tenía de pronunciar el nombre "Tarzán". 
Era ágil y atlético y aprendió de joven a manejar la chaveta o cuchillo, cambiando el arma con las manos, de una forma veloz y precisa. Supo imponerse con violencia entre los demás muchachos de su barrio. Implantó una disciplina en ese sector que consistía en una premisa falsa que no se cansaba en repetir: "El pleito era con los ricos. A ellos les sobra y a nosotros nos falta. Nada de chavetear por gusto”. Luis se había dado cuenta de que necesitaba del apoyo del vecindario para que lo cubran cuando sea requerido. Eso lo buscó y lo consiguió compensando a los vecinos dándoles víveres y regalos ganándose además el sobrenombre de Robin Hood.
Sus acciones delictuosas comenzaron en su adolescencia ya que con sólo 16 años fue capturado varias veces por hurtos y asaltos. A los 17 años (1942) ya había sido detenido e ingresado a un centro carcelario y en mayo de 1944, con 19 años, fue apresado por robo. Luego de ser liberado al poco tiempo, en abril de 1945, volvería a ser apresado por robo con 20 años. Ya para esos años su nombre empezó a hacerse conocido entre los delincuentes mayores que comenzaron a protegerlo. Luego se convirtió en un "bravo", un "faite" y se sabía que contaba con su propia banda criminal dedicada a asaltos a empresarios y a locales de diversas compañías de la ciudad. Formaban parte de la banda Ernesto Jaramillo, alias "Guta", Jacinto Andrade Gálvez, alias "Piñeyros", y otros delincuentes.
El 13 de diciembre de 1945 robaron 68 mil soles de la época (18,500 dólares aproximadamente) de una empresa de Lima. Un grupo de integrantes de su banda fueron capturados pero Tatán y los demás lograron fugarse hacia Guayaquil, Ecuador, donde también se dedicaron al hurto. Semanas después fueron capturados por la policía ecuatoriana y expulsados al Perú hasta el puerto de Paita donde fueron embarcados hasta El Callao en el barco "Mantaro" llegando a su destino el 26 de febrero de 1946 luego de 9 días de viaje. A su llegada intentaron una fuga pero fueron recapturados en las inmediaciones del puerto. Durante las investigaciones se confirmó que el monto robado ascendía a 140 mil soles (casi 38 mil dólares) y el 30 de marzo de ese año, fueron ingresados a la Cárcel Central de Lima.
Ese mismo año logró fugarse junto con su banda de la cárcel la noche de Año Nuevo aprovechando de la poca seguridad del establecimiento por los festejos. Tatán fue capturado a los pocos días, el 10 de enero de 1947, en La Perla, Callao, tras participar en una balacera. Se mantendría preso hasta el 30 de septiembre de 1954 cuando fue puesto en libertad
Tras estos actos, durante los años 1950, las acciones de Tatán tenían gran repercusión en la prensa llegando a ser portada de varios diarios. Su enorme presencia mediática llevó a pensar que era parte de una "cortina de humo" orquestada por el gobierno del dictador Odría. Tatán, además, era todo un personaje con su actitud refinada, la aparente bonhomía que mostraba en su trato con la gente, su bigote, su diente de oro y los trajes hechos a medida con que vestía. Muchas mujeres lo consideraban buen mozo y atractivo. Carecia de rasguños o cortes que lo delatasen, se dice que contaba con 18 ternos que una "tía acomodada" le regaló. Se sabía que tenía varias amantes, incluyendo mujeres con dinero, que mantenían sus gustos por el buen vestir. De igual manera, la prensa lo hizo su personaje favorito y fotografiaba sus continuas salidas de la cárcel. Esta exposición constante también lanzó a la fama a su abogado Carlos Enrique Melgar López quien llegó a ser diputado constituyente, senador y alto dirigente del Partido Aprista Peruano.
Tras su liberación en 1954 se pensó que la estadía en la cárcel había rehabilitado a Tatán. Se decía que en prisión había aprendido el oficio de carpintería. También trabajó como actor de radio o promotor en una tienda del Jirón de la Unión. Incluso quiso ser enrolado como futbolista profesional en el Club Carlos Concha que en 1955 debía enfrentar el campeonato de la segunda división. D'Unian no pudo ser incorporado al Concha porque la Federación Peruana de Fútbol le solicitó una constancia del Poder Judicial que acreditara que Tatán no tenía deuda alguna con la sociedad, lo que no se pudo cumplir a pesar de que el club le adelantó dinero.
Al poco tiempo Tatán se encargó de desmentir la impresión de su supuesta rehabilitación al organizar y participar en el asalto a la Caja de Ahorros y Consignaciones por más de 2 millones de soles. Fue capturado nuevamente y conducido otra vez a la Cárcel Central.  Sin embargo, a pesar de que el fiscal Ibarra Samanez pidió una larga condena, fue apoyado legalmente y huyó a Chile.
Tras su regreso al Perú continuó su vida criminal. A fines de 1959, D'Unian afrontó su último juicio y, nuevamente, fue absuelto. Posteriormente, en 1961, participó en lo que sería su último crimen: el asalto y asesinato de un empresario nisei. Tras un mes de búsqueda, fue detenido el 4 de abril de 1961, en la casa de una mujer en Barranco. Estando detenido en la Cárcel Central, el 15 de junio de 1962 fue asesinado por otro criminal de nombre Javier Peralta, alias "China", quien lo apuñaló nueve veces en venganza por el asesinato de su compañero Víctor Pizarro, alias "Zamba", quien fue quemado vivo por Tatán.
Fue sepultado en el Cementerio El Ángel, en el nicho ubicado en Pabellón Santa Casimira, fila F, nicho 22.

## En la cultura popular
- En el año 1994, la televisora peruana ATV produjo Tatán, una miniserie de 12 capítulos sobre su vida.[1] El personaje principal fue interpretado por el actor Óscar Carrillo.[10]
- Durante la campaña para las elecciones generales del 2021, el candidato presidencial Julio Guzmán afirmó en el debate presidencial organizado por el Jurado Nacional de Elecciones que un abuelo suyo, de nombre Pelayo, fue quien capturó a Tatán.[11]